# Henry's Hamburgers
A Henry's Hamburgers é uma antiga cadeia de restaurantes de fast food dos Estados Unidos das décadas de 1950, 1960 e 1970. Apenas uma loja franqueada, em Benton Harbor, Michigan, permanece.

## História
Em 1954, a Bresler's Ice Cream Company decidiu se expandir para o crescente setor de drive-in de fast-food. Os executivos da empresa estavam procurando um novo ponto de venda para promover o aumento das vendas de seus maltes e shakes sem alterar as franquias de sorveterias existentes. Sob o nome de Henry's Hamburgers, muitas franquias acabaram sendo estabelecidas. O nome Henry foi escolhido para homenagear a memória do falecido Henry Bresler, um dos irmãos que fundaram a empresa de sorvetes. O Henry's foi inspirado nos restaurantes Hamburger Handout, de James Collin, no sul da Califórnia, que, por sua vez, foram inspirados na operação de San Bernardino do irmão McDonald. Ambos eram concorrentes e cópias do McDonald's na área de Chicago.

### Crescimento
Em 1956, a Henry's Hamburgers tinha trinta e cinco estabelecimentos na área de Chicago. Na época, esse número superava o de alguns dos atuais gigantes do setor, como o McDonald's. No início da década de 1960, havia mais de duzentos restaurantes da Henry's em toda os Estados Unidos, com a sede das operações em Chicago. A Henry's usava os slogans publicitários “Are't you hungry for a Henry's?” e “Head for Henry's”, e oferecia hambúrgueres por apenas 15 centavos de dólar ou “dez hambúrgueres por um dólar”.

### Declínio
Em meados da década de 1970, as unidades da Henry's Hamburger começaram a fechar enquanto ocorriam várias fusões e mudanças de propriedade na empresa Bresler. Atualmente existe apenas um restaurante da antiga franquia, este localizado em Benton Harbor, Michigan.